# When in Rome Do as the Vandals
When in Rome Do as the Vandals è il primo album full-length realizzato dalla band californiana, oltre all'unico in cui compare come cantante il fondatore Steven Ronald Jensen. Il titolo fa espresso riferimento alla popolazione barbarica dei vandali che contribuì al disfacimento dell'Impero Romano.
Nell'album risulta Brent Turner come esecutore di tutte le linee di basso presenti delle tracce, sebbene all'epoca della pubblicazione egli aveva già abbandonato la band ed era stato sostituito da Chalmer Lumary.
Il disco è stato per la prima volta riedito su CD dalla Time Bomb Recordings, l'etichetta di proprietà del cantante dei Social Distortion Mike Ness, in occasione della ripubblicazione da parte della casa discografica di quest'album nonché del primo EP Peace Thru Vandalism, sotto il nome di Peace Thru Vandalism/When in Rome Do as the Vandals.

## Tracce
1. Ladykiller
2. Birthday Bash
3. Master Race (In Outer Space)
4. Big Bro vs. Johnny Sako
5. Mohawk Town
6. Viking Suit
7. Hocus Pocus
8. I'm a Fly
9. Slap of Love
10. Airstream
11. Rico

## Formazione
- Steven Ronald "Stevo" Jensen - voce
- Jan Nils Ackermann - chitarra
- Brent Turner - basso
- Chalmer Lumary - basso e seconda voce
- Joe Escalante - batteria